# High Velocity: Mountain Racing Challenge
High Velocity: Mountain Racing Challenge (Japans: Touge King: The Spirits - 峠KING・ザ・スピリッツ) is een videospel dat werd ontwikkeld door CAVE en uitgeven door Atlus. Het spel kwam alleen uit voor het platform Sega Saturn. Het spel werd uitgebracht op 10 november 1995 uitgebracht in Japan en in 1996 in Noord-Amerika. Met het spel kan de speler autoracen. Het spel omvat zes auto's die qua uiterlijk lijken op Japanse sportauto's uit de tijd van uitkomen van het spel. Het spel kan gespeeld worden in drie modi, namelijk: King Battle, Battle en Time Trial op zes circuits.
Op 18 april 1997 werd alleen in Japan een vervolg uitgebracht onder de naam Touge King: the Spirits 2.

## Ontvangst
| Beoordeeld door  | Datum            | Score |
| ---------------- | ---------------- | ----- |
| Game Players     | januari 1996     | 84%   |
| GameFan Magazine | januari 1996     | 83%   |
| Power Unlimited  | 29 februari 1996 | 74%   |
| GamePro (USA)    | maart 1996       | 60%   |